# ميرزا موسى
ميرزا موسى (بالفارسية: میرزا موسى)، الذي توفي عام 1887، كان الأخ الشقيق الوحيد لبهاء الله، أي أنهما كانا يشتركان في نفس الأب والأم. وقد أدرجه شوقي أفندي لاحقًا ضمن "رسل بهاء الله" التسعة عشر، وهو مقام رفيع في التاريخ البهائي.
كانت حياة ميرزا موسى مرتبطة ارتباطًا وثيقًا بحياة شقيقه بهاء الله، فقد رافقه في معظم مراحل حياته، وتحمّل معه السجن والنفي والمحن التي تعرّضت لها الأسرة المقربة من حضرة بهاء الله وعبد البهاء. وكان شخصية بارزة في مراسلات الدين البهائي، وظل وفيًا ومخلصًا لشقيقه حتى وفاته.
استخدم بهاء الله شخصية ميرزا موسى لتأكيد مبدأ احترام القانون وعدم التمييز، حتى بحق أقرب الناس إليه، فقال:
"هذا أخي، هذا ميرزا موسى، الذي هو من نفس أمي وأبي، والذي حافظ على صحبتي منذ طفولته المبكرة، إذا ارتكب عملاً يتعارض مع مصالح الدولة أو الدين، وتثبت إدانته أمامك، فسأكون سعيدًا ومقدرًا لعملك إذا قمت بربط يديه وإلقائه في النهر ليغرق..."
كان يُعرف ميرزا موسى أيضًا بألقاب مثل كليم، أو آقاي كليم (أي الرئيس كليم)، وجناب كليم (كليم المحترم).
وكان له على الأقل ثلاثة أبناء: ميرزا مجدي الدين، وعلي رضا، وابنة. من بينهم، عُرف ميرزا مجدي الدين بدوره في نسخ ألواح حضرة بهاء الله، وهو الذي قرأ كتاب العهد أمام العائلة بعد وفاة بهاء الله. لاحقًا، دعم ميرزا مجدي الدين ميرزا محمد علي في النزاع ضد عبد البهاء، ووصفه شوقي أفندي بعد وفاته بأنه "أشد أعداء عبد البهاء".

## ملحوظات
1. ↑  Effendi 1944، صفحة 133.
2. ↑  Effendi، Shoghi (1971). Messages to the Bahá'í World, 1950-1957. Wilmette, US: Bahá'í Publishing Trust. ISBN:9780877430360.

## الروابط الخارجية
- ميرزا موسى آقاي كليم